# 亚硒酸钾
亚硒酸钾是一种无机化合物，化学式为K2SeO3，对热稳定。

## 制备
亚硒酸钾可由H2SeO3和K2CO3反应得到：
H2SeO3 + K2CO3 → K2SeO3 + H2O + CO2↑
其中，H2SeO3可用二氧化硒溶于水进行反应。K2CO3可用KOH替代。反应后可从溶液中结晶出K2SeO3·H2O。一水合物可以在空气中风化，失去结晶水而得到无水物。